# Cavariella takahashii
Cavariella takahashii är en insektsart. Cavariella takahashii ingår i släktet Cavariella och familjen långrörsbladlöss. Inga underarter finns listade i Catalogue of Life.